# Carlos del Franco Terrero
Carlos "Coco" del Franco Terrero es un cantante de música folklórica de Argentina que integró el grupo vocal Los Huanca Hua desde su creación en 1960 hasta 1973. El grupo se caracterizó por su estilo vanguardista e innovador en la forma de interpretar la música de raíz folklórica y especialmente por introducir la polifonía en el folklore argentino y latinoamericano.
Entre las canciones más conocidas aportadas al cancionero argentino se encuentran "Zamba de Navidad" (Jorge E. Biagosh), "El huajchito" (E. N. Farías Gómez), etc. Entre los álbumes publicados se destaca la Misa Criolla de Ariel Ramírez.

## Obra

### Con Los Huanca Hua
1. Folklore argentino, 1961
2. Folklore argentino Vol 2, 1962
3. Los Huanca Hua Vol 3, 1963
4. La misa criolla, 1965
5. Los Huanca Hua Vol 4, 1967
6. El porqué de los Huanca Hua, 1969
7. Los primeros éxitos de los Huanca Hua, 1969
8. Folklore argentino, 1970
9. La década de los Huanca Hua, 1971
10. Guitarra, vino y rosas, 1973

## Para ver y oír
- "Malambo santiagueño" y "Fortunata Gómez", Los Huanca Hua en el film "Cosquín, amor y folklore" (1965).

- Datos: Q5752242